# Comuna Prigor, Caraș-Severin
Prigor este o comună în județul Caraș-Severin, Banat, România, formată din satele Borlovenii Noi, Borlovenii Vechi, Pătaș, Prigor (reședința) și Putna.

## Legături externe

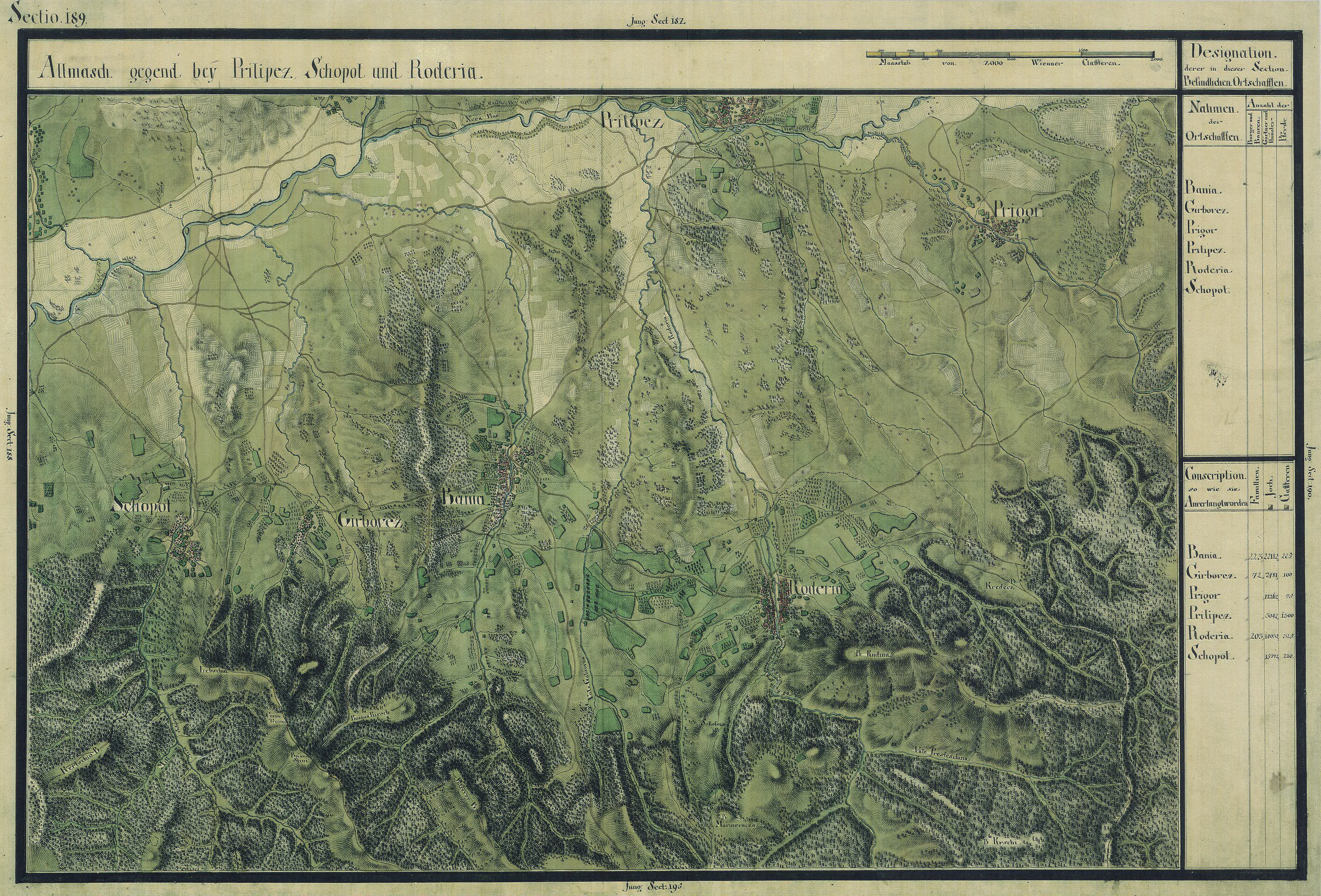
Prigor în Harta Iosefină a Banatului, 1769-72